# Great King Rat
A Great King Rat a harmadik dal a brit Queen együttes 1973-as bemutatkozó albumáról, a Queenről. A szerzője Freddie Mercury énekes volt.
Gyors sodrású heavy metal dal, amelyben – előrevetítve az együttes későbbi stílusát – számos hirtelen hangulatváltozás és nagy ívű gitárszóló hallható. Mercury egy helyen a hangjával utánozta a gitár hangját.
Habár a szöveg látszólag biztos támpontokkal szolgál (született május 21-én, ugyanezen a napon halt meg 44 évesen szifiliszben), mégis csak találgatások vannak, hogy kiről szólhat a dal. Egyes feltételezések szerint Al Caponéról, bár gyakorlatilag egyetlen adat sem egyezik, de van olyan feltételezés, hogy magáról a sátánról. A dallam egy része hasonlít az Old King Cole című gyermekdalhoz, és mivel a dalszöveg is hasonló stílusú (bár teljesen ellentétes hangulatú, ellentétei egymásnak), ezért van olyan feltételezés is, amely szerint a 305-ben uralkodó briton Cole királyhoz kapcsolódik a szöveg. A szövegben elhangzik egy valláskritikus mondat: „ne higgy el mindent, amit a Bibliában olvasol!”, ezzel a Jesus és a Liar mellett ez a dal is keresztény vallási témákból merít ötletet.
1973 decemberében e dalnak is elkészült egy BBC felvétele, amely az 1989-ben megjelent At the Beeb albumra került fel.

## Közreműködők
- Ének: Freddie Mercury
- Háttérvokál: Freddie Mercury, Roger Taylor, Brian May

Hangszerek:
- Brian May: Red Special, Hairfred akusztikus gitár
- Freddie Mercury: csörgődob
- John Deacon: Fender Precision Bass
- Roger Taylor: Ludwig dobfelszerelés